# Ceropegia deightonii
Ceropegia deightonii är en oleanderväxtart som beskrevs av Hutchinson och Dalziel. Ceropegia deightonii ingår i släktet Ceropegia och familjen oleanderväxter. Inga underarter finns listade i Catalogue of Life.